# Karolina Babicz-Kaczmarek
Karolina Babicz-Kaczmarek (ur. 16 października 1984 w Wejherowie) – polska historyk i muzealnik. Od 2018 dyrektor Muzeum Sopotu. 

## Życiorys
Absolwentka Wydziału Historycznego Uniwersytetu Gdańskiego. Od 2007 związana z Muzeum Sopotu, początkowo jako wolontariuszka, następnie koordynatorka muzealnych wydarzeń. Jest autorką i współautorką wielu wystaw m.in. „Kartki z pamiętników. Polacy w Sopocie 1897-1945”, „Modna pani u wód”, „Sopot 1904-1912. Lato Fabianich”, „Sopot na zimno”, „Z dziejów sopockiej wspólnoty ewangelickiej”, „Pamięć. Sopocka społeczność żydowska”, „Cisza przed burzą. Lato 1939 w Sopocie”. W 2018 w drodze konkursu została powołana przez prezydenta Sopotu Jacka Karnowskiego na 3-letnią kadencję dyrektora Muzeum Sopotu.
W 2018 otrzymała tytuł „Osobowość Roku” Dziennika Bałtyckiego.